# Te Naihi (rivière)
La rivière Te Naihi  (en anglais : Te Naihi River) est une rivière de la région d’Otago de l’Île du Sud de la Nouvelle-Zélande.
Elle s’écoule vers le nord-ouest pour atteindre la rivière  Waiatoto à 35 km  au sud-ouest de la ville de Haast. La plus grande partie du parcours de la rivière se trouve dans le Parc national du mont Aspiring.